# Hungersnot in Bengalen 1770
Die Hungersnot in Bengalen 1770 (bengalisch ৭৬-এর মন্বন্তর Chhiattōrer monnōntór) war eine Hungersnot zwischen 1769 und 1773 (1176 bis 1180 nach dem bengalischen Kalender), welche die untere Gangestiefebene Indiens traf. Die Hungersnot forderte schätzungsweise zehn Millionen Todesopfer. Sie wird meist der Herrschaft der Britischen Ostindien-Kompanie zugeschrieben. Der indische Ökonom Amartya Sen bezeichnet sie als eine menschengemachte Hungersnot und weist darauf hin, dass Indien im 18. Jahrhundert von keiner anderen Hungersnot betroffen war. Die Ostindien-Kompanie hatte das Gebiet nur gerade sechs Jahre zuvor in der Schlacht von Buxar vom Mogulreich erobert. Sie zerstörte große Mengen an Nahrungspflanzen, um Platz für den Anbau von Indigopflanzen für Färbemittel und Schlafmohn für die Herstellung psychoaktiver Drogen (Opium) zu machen. Sie erhöhte die Steuer auf landwirtschaftliche Güter von 10 % auf 50 %. Dadurch erwarben die Aktionäre der Kompanie einen großen Teil des Reichtums Bengalens. Die Lagerung von Reis wurde ebenfalls verboten. Unter diesen Bedingungen entwickelte sich eine durch Trockenheit hervorgerufene Lebensmittelknappheit zu einer solch schwerwiegenden Hungersnot. Sie wurde zusätzlich verschärft durch die unempfängliche Verwaltung der Kompanie, welche einzig daran interessiert war, Reichtum aus der Region herauszuziehen, ungeachtet des hohen Preises an Leben.
Der bengalische Name bezieht sich auf das Jahr 1176 im bengalischen Kalender („Chhiattōr“- „76“; „monnōntór“- „Hungersnot“ auf Bengali).

## Hintergrund
Das von der Hungersnot betroffene Bengalen wurde damals von der Ostindien-Kompanie aus dem Königreich Großbritannien regiert. Dieses Territorium beinhaltete das heutige Westbengalen, Bangladesch und Teile von Assam, Odisha, Bihar und Jharkhand. Es war zuvor seit dem 16. Jahrhundert eine Provinz des Mogulreichs und wurde von einem Nawab als Statthalter regiert. Im frühen 18. Jahrhundert, als der Niedergang des Mogulreichs einsetzte, wurde der Nawab eigentlich unabhängig von der Mogulherrschaft.

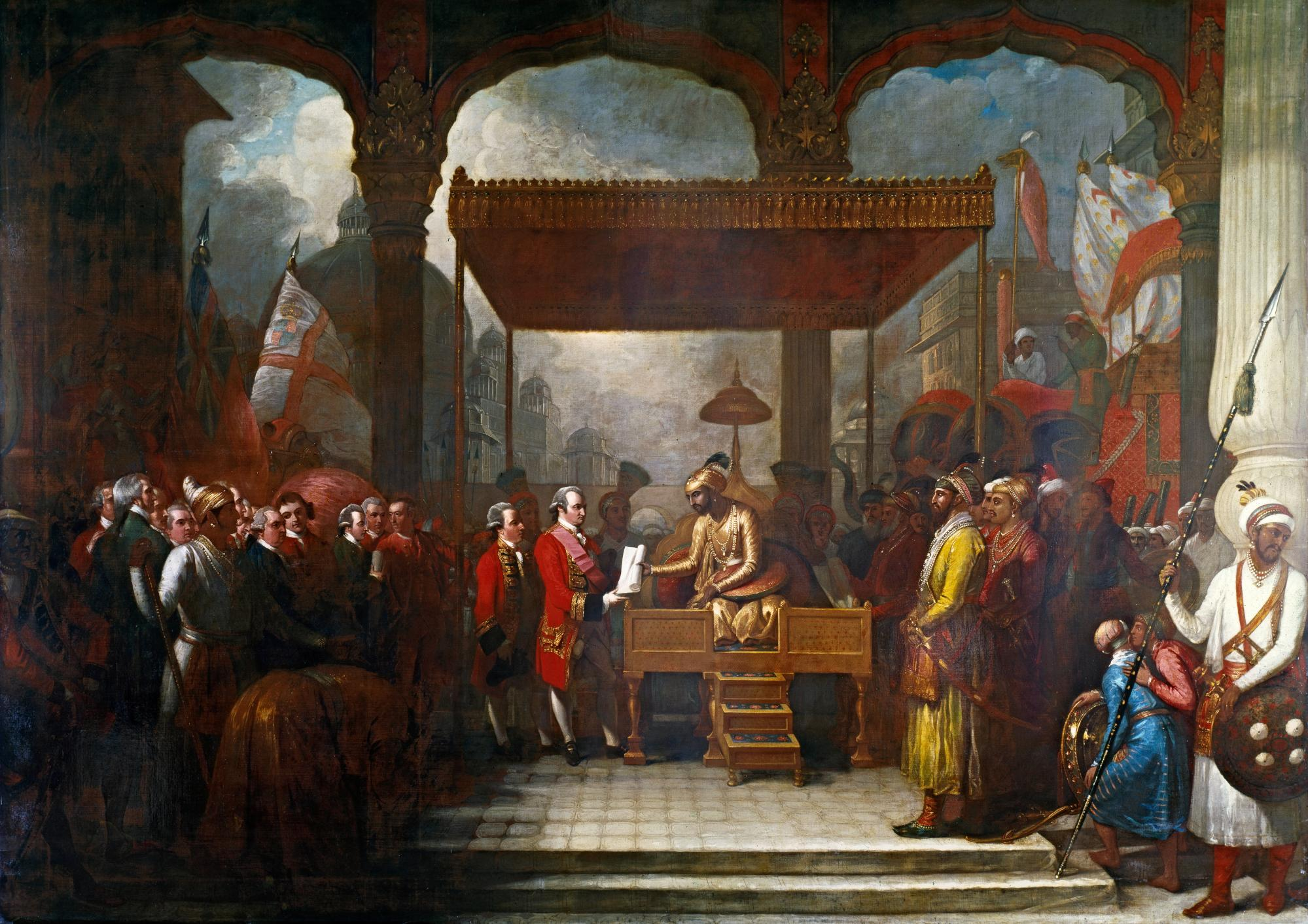
Der Kaiser des indischen Mogulreiches Shah Alam II., Sohn des verstorbenen Kaisers Alamgir II., überreicht Robert Clive, dem Vertreter der East India Company, als Folge der Schlacht von Buxar vom 22. Oktober 1764 den Vertrag von Allahabad. Es markiert den Beginn der britischen Herrschaft in Indien.

Im 17. Jahrhundert erhielt die englische Ostindien-Kompanie vom Mogulprinzen Shah Shuja eine Handelslizenz in der Stadt Kalkutta. Zu dieser Zeit war die Kompanie eine von mehreren Mächten innerhalb des Mogulreichs. Im Laufe des folgenden Jahrhunderts erlangte die Kompanie das alleinige Handelsrecht für die Provinz und wurde zur beherrschenden Macht in Bengalen. In der Schlacht bei Plassey besiegten die Briten 1757 den Nawab Siraj Ud Daulah und plünderten den bengalischen Staatsschatz. Ihre militärische Kontrolle wurde 1764 bei Buxar bestätigt. Der nachfolgende Vertrag brachte ihnen die diwani, das heißt die Steuerrechte. Die Kompanie wurde dadurch de facto zur Herrscherin über Bengalen.
Zu dieser Zeit waren Najabat Ali Khan (1766–1770), Ashraf Ali Khan (März 1770) und Mubarak Ali Khan Nawab (1770–1793) die offiziellen Nawabs von Bengalen.
1770 brach in Murshidabad eine große Pockenepidemie aus, die 63.000 seiner Einwohner tötete, darunter auch den Nawab Najabat Ali Khan, der am 10. März 1770 starb. Auf ihn folgte sein Bruder Ashraf Ali Khan, der zwei Wochen nach seiner Krönung ebenfalls an Pocken starb.
Das Jahrzehnt vor der Hungersnot wurde von den Raubzügen der Maratha-Bargis aus Nagpur geprägt. Ihre Plünderungen an Gold, Geld, Nahrung und Tempelgut betrafen meist jene Gebiete, die später am meisten unter der Hungersnot leiden mussten.

## Die Hungersnot und ihre Folgen
Die Gegenden, in denen die Hungersnot ausbrach, beinhalteten besonders die heutigen indischen Bundesstaaten Bihar und Westbengalen, doch die Not erfasste auch Odisha und Jharkhand sowie das heutige Bangladesch. Unter den meistbetroffenen Gebieten waren Birbhum und Murshidabad in Bengalen sowie Tirhut, Champaran und Bettiah in Bihar.
Ein teilweiser Ernteausfall, der als nicht ungewöhnlich galt, trat 1768 ein. Er wurde Ende 1769 gefolgt von weit ernsthafteren Bedingungen. Im September 1769 kam es zu einer schlimmen Dürre und alarmierende Berichte von ländlichen Notlagen trafen ein. Die Beauftragten der Kompanie ignorierten diese jedoch.
Zu Beginn des Jahres 1770 trat Unterernährung ein und Mitte 1770 führte der Hunger zu Todesfällen in großer Zahl.
Im Verlauf des Jahres trug Regen zu einer guten Ernte bei und die Hungersnot ließ nach. Weitere Ernteausfälle in den folgenden Jahren forderten jedoch weitere Todesopfer. Ungefähr zehn Millionen Menschen, annähernd ein Drittel der Gesamtbevölkerung im betroffenen Gebiet, dürften bei der Hungersnot gestorben sein.
Als Ergebnis der Hungersnot wurden weite Landstriche entvölkert und wurden im Verlauf von Jahrzehnten wieder zu Regenwald, da die Überlebenden auf der Suche nach Nahrung wegzogen. Viel Kulturland wurde aufgegeben. Weite Teile Birbhums wurden beispielsweise zu einem Dschungel und waren in der Folge nahezu undurchdringbar. Ab 1772 wurden Gesetzlose und Thugs zu einem Kennzeichen Bengalens. Erst in den 1890er Jahren konnten sie durch die Strafjustiz unter Kontrolle gebracht werden.

## Verantwortlichkeiten der Ostindien-Kompanie
Als Handelsorganisation war die Kompanie in erster Linie daran interessiert, ihre Gewinne und Steuereinkünfte zu maximieren. In Bengalen stammten die Gewinne aus der Landsteuer und aus Zollabgaben. Als Land unter die Kontrolle der Kompanie gelangte, wurde eine fünfmal höhere Landsteuer erhoben – von 10 % des Werts der landwirtschaftlichen Güter stieg sie auf 50 %. In den ersten Jahren ihrer Herrschaft konnte die Britische Ostindien-Kompanie ihre Einkünfte aus der Landsteuer verdoppeln. Die meisten Einnahmen flossen aus dem Land hinaus. Als die Hungersnot im April 1770 ihren Höhepunkt erreichte, kündigte die Kompanie an, dass die Landsteuer im nächsten Jahr um weitere zehn Prozent erhöht werden soll.
Sushil Chaudhury schreibt, dass die Zerstörung der Nahrungspflanzen in Bengalen dem künftigen Anbau von Schlafmohn für den Export dienen sollte. Dies verringerte die Verfügbarkeit von pflanzlicher Nahrung und trug zur Hungersnot bei. Die Kompanie wird auch dafür kritisiert, dass sie die Bauern anwies, Indigo statt Reis zu pflanzen und das „Horten“ von Reis verbot. Dies hinderte Händler und Verkäufer daran, Reserven anzulegen, welche die Bevölkerung ansonsten über Dürreperioden gebracht hätten.
Zur Zeit der Hungersnot verfügten Kompanie und ihre Agenten über ein Monopol im Getreidehandel. Die Kompanie besaß keine Pläne für den Umgang mit Getreideknappheit. Maßnahmen wurden nur ergriffen, so weit sie die Kaufmanns- und Handelsschichten betrafen. Die Landeinkünfte gingen im Jahr der Not um 14 % zurück, sie erholten sich aber schnell. Der erste Generalgouverneur von Britisch-Indien, Warren Hastings, gestand das „brachiale“ Steuereintreiben in der Zeit nach 1771 ein: die Einkünfte waren 1771 höher als 1768. Insgesamt erhöhte sich der Gewinn der Kompanie von 15 Millionen Rupien im Jahr 1765 auf 30 Millionen im Jahr 1777. Nichtsdestotrotz ging es der Kompanie finanziell eher schlecht. Sie drängte das Parlament 1773, dem Tea Act zuzustimmen, welcher das direkte Verschiffen von Tee in die amerikanischen Kolonien ermöglichte. Dies führte zur Boston Tea Party im Dezember 1773 und schließlich in den Amerikanischen Unabhängigkeitskrieg.
Die große Hungersnot von 1770 war eine von mehreren Hungersnöten in Indien unter der britischen Kolonialherrschaft. Bis ins späte 19. Jahrhundert und darüber hinaus kamen dadurch Inder in einer hohen zweistelligen Millionenzahl ums Leben.